# 한낮의 가요선물
한낮의 가요선물(이하 한가선)은 대한민국의 라디오 채널 Cpbc FM에서 방송했던 가요전문 라디오 프로그램이다.

## 역사
1991년 10월 14일에 첫방송을 시작했으며, 원래는 매일 방송이었으나, 2015년 4월 25일부터 주말 방송으로 축소되었고, 이후 2015년 10월 18일에 잠정적으로 폐지됐다가, 2016년 11월 28일 이후 1년만에 다시 부활하여 평일 방송으로 방송됐으나, 2019년 5월 31일 방송을 마지막으로 "한낮의 가요선물"은 28년 만에 완전히 폐지되었다.

## 역대 방송시간
| 방송 채널 | 방송 기간                          | 방송 시간                                                   |
| --------- | ---------------------------------- | ----------------------------------------------------------- |
| Cpbc FM   | 1991년 10월 14일 ~ 2005년 4월 17일 | 월~토요일 낮 12:20 ~ 오후 2:00, 일요일 낮 12:15 ~ 오후 2:00 |
| Cpbc FM   | 2005년 4월 18일 ~ 2009년 4월 12일  | 매일 낮 12:15 ~ 오후 2:00                                   |
| Cpbc FM   | 2009년 4월 13일 ~ 2015년 4월 19일  | 평일 낮 12:15 ~ 오후 2:00, 주말 낮 12:10 ~ 오후 2:00        |
| Cpbc FM   | 2015년 4월 25일 ~ 2015년 10월 18일 | 주말 낮 12:10 ~ 오후 2:00                                   |
| Cpbc FM   | 2016년 11월 28일 ~ 2019년 5월 31일 | 평일 낮 12:15 ~ 오후 2:00                                   |

## 역대 DJ

### 1기
- 1991년 10월 14일 ~ 2000년 10월 22일 : 송도순
- 2000년 10월 23일 ~ 2002년 10월 20일 : 문일옥
- 2002년 10월 21일 ~ 2004년 4월 18일 : 류시현
- 2004년 4월 19일 ~ 2005년 4월 17일 : 전지나
- 2005년 4월 18일 ~ 2006년 4월 16일 : 김수영
- 2006년 4월 17일 ~ 2009년 4월 12일 : 노현희
- 2009년 4월 13일 ~ 2010년 4월 18일 : 김빛나 (1차)
- 2010년 4월 19일 ~ 2010년 10월 17일 : 이소원
- 2010년 10월 18일 ~ 2011년 4월 24일 : 김원욱
- 2011년 4월 25일 ~ 2013년 4월 21일 : 김빛나 (2차)
- 2013년 4월 22일 ~ 2013년 10월 20일 : 김슬애
- 2013년 10월 21일 ~ 2015년 4월 19일 : 김슬애 (평일), 신의석 (주말)
- 2015년 4월 25일 ~ 2015년 10월 18일 : 신의석

### 2기
- 2016년 11월 28일 ~ 2018년 5월 14일 : 이동우, 김다혜
- 2018년 5월 15일 ~ 2018년 10월 5일 : 이동우, 이나래
- 2018년 10월 8일 ~ 2018년 11월 30일 : 이동우, 이정민
- 2018년 12월 3일 ~ 2019년 5월 31일 : 이동우, 신의석

## 지역방송국 자체 프로그램
| 방송국                  | 프로그램 타이틀                 | 진행자      | 주파수                                                      |
| cpbc 부산가톨릭평화방송 |                                 |             |                                                             |
| ----------------------- | ------------------------------- | ----------- | ----------------------------------------------------------- |
| cpbc 부산가톨릭평화방송 | 사랑이 있는 세상 (월~목요일)    | 우지민      | FM 101.1MHz (부산), FM 101.5MHz (서부산), FM 94.3MHz (울산) |
| cpbc 부산가톨릭평화방송 | 하느님과 하나되는 하루 (금요일) | 이재석 신부 | FM 101.1MHz (부산), FM 101.5MHz (서부산), FM 94.3MHz (울산) |